# Perasia garnoti
Perasia garnoti är en fjärilsart som beskrevs av Achille Guenée 1852. Perasia garnoti ingår i släktet Perasia och familjen nattflyn. Inga underarter finns listade i Catalogue of Life.